# Języki bantu G
Języki bantu G – grupa języków bantu wydzielonych ze względów bardziej geograficznych niż genetycznych przez Malcolma Guthriego, używanych we wschodniej Afryce, zwłaszcza w Tanzanii. Do tej grupy należy m.in. suahili.

## Klasyfikacja
Poniżej przedstawiono klasyfikację języków bantu F według Guthriego zaktualizowaną przez J.F. Maho. Klasyfikacja Ethnologue bazuje na klasyfikacji Guthriego, jednak odbiega od niej znacznie, m.in. stosuje inny kod – trzyliterowy oparty na ISO 639 i inaczej grupuje języki.

### G10Języki gogo-kagulu
G11 gogo
G12 kagulu – północny sagara, megi, włączając mangahele

### G20Języki szambala
G21 zob. E74a
G22 pare – pare-asu, asu, chasu
G22A północny pare
G22B południowy pare, włączając gonja i mbaga
G221 mbugu – Kimbugu cha Kawaida, zewnętrzny mbugu, normalny mbugu
G23 szambala – szambaa
G24 bondei
G20 – nowe języki:
G20A ma’a – kimbugu cha ndani – mieszany mbugu

### G30Języki zigula-zaramo
G301 doe
G31 zigula – zigua
G311 mushungulu, włączając szanbara
G32 ngh’wele, włączając kwere
G33 zaramo – dzalamo
G34 ngulu
G35 ruguru – luguru
G36 kami
G37 kutu
G38 vidunda
G39 sagala

### G40Języki suahili
G401 zob. G43F
G402 makwe
G403 mwani
G404 sidi – habsi †
G41-43 suahili –  kiswahili
G41 tikuu – tikulu, bajuni, gunya
G411 socotra suahili †
G412 mwiini – miini, barawa, mbalazi 
G42a amu – pate, siu, † ozi
G42b Mombasa suahili – nvita, ngare, jomvu, changamwe, kilindini
G42c mrima – mtang’ata, † Lugha ya Zamani
G42d unguja – kiunguja
G42E mambrui – malindi
G42F fundi – chifundi
G42G chwaka
G42H vumba
G42I nosse be (Madagaskar)
G43a pemba
G43b tumbatu
G43c makunduchi – ka(l)e, „hadimu”
G43D mafia – mbwera
G43E kilwa †
G43F mgao – kimgao ?†
G44 język komoryjski
G44a ngazidża – szingazidja
G44b ndzuani – hinzua
G44C muali
G44D maore
G40 – nowe języki:
G40A azjatycki suahili – kibabu
G40B cutchi-suahili
G40C kisetl – settla, settler suahili
G40D engsh
G40E sheng
G40F shaba suahili – Katanga suahili, Lubumbashi suahili
G40G ngwana – kingwana, Congo suahili
G40H KiKAR – kikeya

### G50Języki pogolo-ndamba
G51 pogolo – pogoro
G52 ndamba

### G60Języki bena-kinga
G61 sango – rori
G62 hehe
G63 bena
G64 pangwa
G65 kinga
G651 magoma
G66 wanji
G67 kisi